# Aelurillus kronestedti
Aelurillus kronestedti là một loài nhện trong họ Salticidae.
Loài này thuộc chi Aelurillus. Aelurillus kronestedti được Azarkina miêu tả năm 2004.